# Corinna Everson
Corinna Everson (4 de janeiro de 1959 em Racine, Wisconsin, Estados Unidos) é uma campeã americana de fisiculturismo feminino e atriz. Everson venceu o concurso Ms. Olympia seis anos seguidos, de 1984 a 1989.

## Biografia
Ganhou a competição de Miss Olympia em 1984 e voltou a ganhar em 1989. É irmã da famosa atriz Cameo Kneuer. Corina cursou a universidade de Illinois, onde era estrela em quatro esportes: Ginástica, corrida, natação e basquete. Mais tarde, na Universidade Wisconsin ganhou a competição de Pentatlo. Foi nessa universidade que conheceu Jeff Everson, com quem se casou, em 1982, e adotou o sobrenome do marido como nome artístico. Em 1996 se divorciou e casou com Steve em 1998.

## Filmografia
- Charmed (2005)
- Goode Behavior (1996)
- Tarzan: The Epic Adventures (1996)
- Strange Luck (1996)
- Physik Receptionist (1996)
- Felony (1996)
- Hércules (1995-1998)
- Ballistic (1995)
- Renegade (1994)
- Lois & Clark: The New Adventures of Superman (1994)
- Natural Born Killers (1994) .... TV Mallory
- The Adventures of Brisco County Jr (1993
- Double Impact (1991)
- The Morning After (1986)